# Online-Wortschatz-Informationssystem Deutsch
Das Online-Wortschatz-Informationssystem Deutsch (OWID) ist das Portal für wissenschaftliche korpusbasierte Lexikografie und Lexikologie des Instituts für Deutsche Sprache. Es beinhaltet wissenschaftliche Onlinewörterbücher zum Deutschen mit unterschiedlichen inhaltlichen Schwerpunkten, eine Bibliografie zur elektronischen Lexikografie und zu Online-Wörterbüchern (OBELEX) sowie die ergänzende Plattform OWIDplus. Alle Inhalte des Portals sind kostenfrei.
Unter anderem finden sich in OWID das Deutsche Fremdwörterbuch (siehe auch Fremdwort), ein umfangreiches Wörterbuch mit Neologismen, d. h. neuen Wörtern und Wortbedeutungen im Deutschen (siehe auch Neologismus), elexiko mit 1.500 umfangreich beschriebenen sehr häufigen Wörtern im Deutschen sowie ein Sprichwörterbuch mit aktuell üblichen Sprichwörtern (siehe auch Sprichwort und Kollokation). Daneben sind in OWID verschiedene Diskurswörterbücher enthalten (Schulddiskurs 1945–1955, Protestdiskurs 1967/1968, Schlüsselwörter 1989/1990).
OWID und OWIDplus werden kontinuierlich erweitert.